# Santuário Nossa Senhora Mãe de Deus
O Santuário Arquidiocesano Nossa Senhora Madre de Deus é uma igreja católica localizada no topo do Morro da Pedra Redonda, Rua Santuário, próximo à Estrada dos Alpes, em Porto Alegre. O projeto para o edifício data de 1987, mas sua construção atrasou devido a preocupações de ordem ambiental, e sua pedra fundamental só pôde ser lançada em 16 de agosto de 1992, sendo consagrada pelo arcebispo de Colônia, o Cardeal Joachim Meisner. Foi concluído em junho de 2000, integrando-se às comemorações do Terceiro Milênio.
Tem 700 m² de área construída, divididos em dois pavimentos. É uma estrutura de aço, tijolos e vidro de linhas arrojadas, definidas principalmente pelo grande telhado em duas águas que organiza todo o conjunto e se estende até o nível do solo. Possui uma série de vitrais ilustrativos do Antigo Testamento e dos Sacramentos, e uma grande estátua da Padroeira, vinda da Itália e esculpida em madeira de tília. 
O complexo do Santuário compreende um campanário independente e instalações sanitárias para o grande público que comparece nas ocasiões festivas e romarias. Para estes eventos foi instalado um altar ao ar livre na esplanada defronte ao templo.
Localizado no Morro da Pedra Redonda, o Santuário é muito procurado também pelas belezas ecológicas e pela espetacular vista de 360 graus das áreas urbanas e rurais do município de Porto Alegre, além do centro histórico (ao norte), município de Guaíba (oeste) e do estuário do Guaíba, até a entrada da Lagoa dos Patos (farol de Itapuã), ao sul. Por isso o ônibus turismo da prefeitura passa várias vezes por dia pelo local.

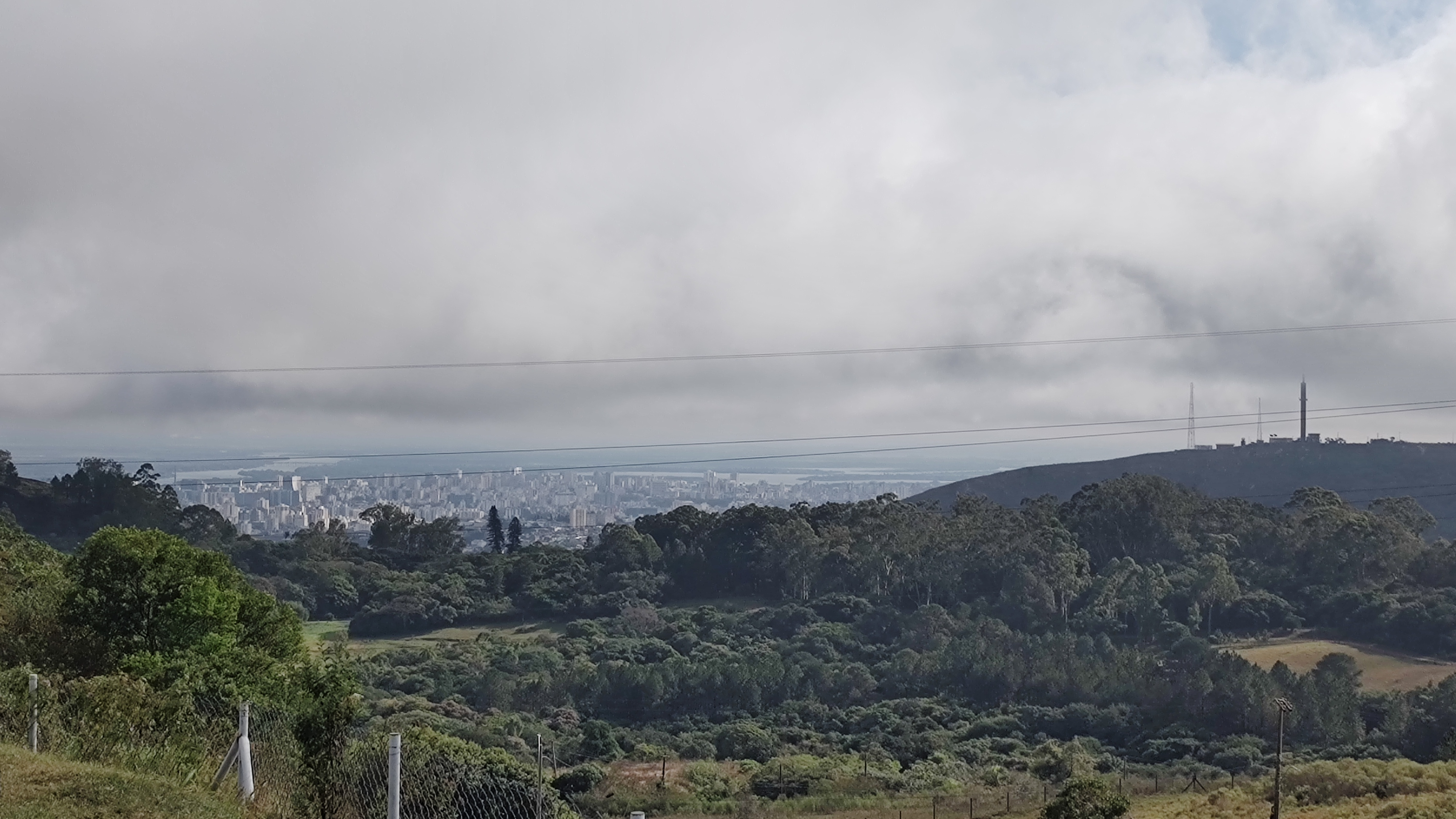
Vista do Morro Pedra Redonda para a vertente norte em direção ao Morro da Glória (esquerda), Centro de Porto Alegre (entre os morros) e Morro da Polícia (à direita).

Desde 1 de janeiro de 2010 o Santuário é administrado pelos padres redentoristas. Atualmente o reitor é o Pe. Cláudio Mallmann, CSsR e o administrador é o Pe. Danilo Bulegon, CSsR.
Quando, em 1626, o santo missionário Jesuíta Roque Gonzales, procedente do Paraguai, atravessou o rio Uruguai penetrando no solo gaúcho, batizou essa região com o nome Guarani Tupan-cy-retan = terra da Mãe de Deus. Em 1773, o então governador do Rio Grande do Sul, Cel. José Marcellino de Figueiredo, ao transferir a capital de Viamão para Porto Alegre, com permissão da autoridade eclesiástica, também mudou o padroeiro, que era S. Francisco das Chagas, para o de N. Sra. Madre (Mãe) de Deus. Dessa data até nossos dias e sempre a Mãe de Deus é a padroeira da Capital e da Arquidiocese de Porto Alegre. E, por esse motivo, a Catedral é dedicada a Mãe de Deus.

## Histórico
Em 6 de dezembro de 1981, quando Dom Cláudio Colling assumiu o comando da Arquidiocese de Porto Alegre, viu que pouco existia para homenagear a Padroeira. Poucos dias depois, o Arcebispo decidiu construir um santuário arquidiocesano, dedicado a Nossa Senhora Mãe de Deus e a Igreja. Objetivo: ser o centro dinâmico para impulsionar constantemente a evangelização e a santificação de todo o povo de Deus.
Era necessário dar início ao que Dom Cláudio havia idealizado. Um cristão chamado Paulo Marsiaj de Oliveira, doou sete hectares nos altos do Morro da Pedra Redonda e, Ivo Nedeff, renomado arquiteto, se responsabilizou pelo projeto. Em 1988, o Arcebispo anunciou o início a construção porém, por motivos burocráticos, a obra começou apenas em 1994.
Uma imagem de Nossa Senhora Mãe de Deus, esculpida em madeira, no norte da Itália, foi doada pela Congregação dos Padres Orionitas e colocada no interior do Santuário. A estátua foi benta pelo Papa João Paulo II em Roma, em 1988. O Santuário foi inaugurado em 20 de agosto de 2000 e contou com a presença do Cardeal Joachim Meisner, Arcebispo de Colonia, Alemanha.
Desde 1 de janeiro de 2010 os Missionários Redentoristas (congregação fundada por Santo Afonso de Ligório em 1732) foram convocados para administrar o Santuário da Padroeira de Porto Alegre. Os redentoristas também atendem outros grandes locais de peregrinação como Aparecida, Divino Pai Eterno, Bom Jesus da Lapa, Perpétuo Socorro (Curitiba, Belém, etc.) e aceitaram com espírito de fé essa nova frente missionária.
A mensagem específica desse santuário é exaltar e glorificar o maior de todos os títulos e graças da SS. Virgem MARIA e o fundamento de sua grandeza, que é ser Mãe de Deus. Como decorrência, se quer valorizar a grande graça que é a maternidade humana.

## A imagem da Padroeira de Porto Alegre

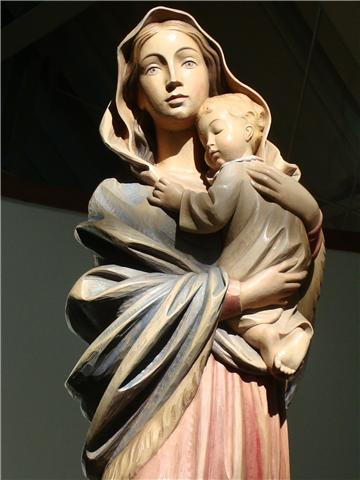

O santuário “Mãe de Deus” de Porto Alegre, no alto do morro da Cascata, é alcançado pela Av. Oscar Pereira e Rua Santuário. Nossa Senhora Mãe de Deus é padroeira de Porto Alegre e da Arquidiocese desde 18 de janeiro de 1773. Não é um quadro ou uma pintura, mas uma imagem de madeira. Esculpida em tília, por artistas de Ortisei, região de Trento, norte da Itália, ela mede 1,55 m e pesa 80 kg.
Uma imagem esculpida em Tília: A imagem, doação da congregação dos padres orionitas ao santuário, foi levada pelo padre orionita Romolo Mariani de Ortisei, pequena cidade italiana, à Roma onde foi abençoada, em sessão particular, pelo papa João Paulo II em 27 de julho de 1988, estando presentes Dom Cláudio Colling, então arcebispo de Porto Alegre, Pedro Simon, governador, e Geraldo Brochado da Rocha, presidente da câmara da prefeitura de Porto Alegre. Depois, a imagem seguiu a Porto Alegre onde chegou em 5 de agosto do mesmo ano.
Entrou em cortejo na cidade, indo para a igreja de Nossa Senhora da Conceição, começando uma peregrinação por algumas paróquias e chegando à catedral onde permaneceu até 1996 quando finalmente foi levada ao seu verdadeiro destino, o Santuário Mãe de Deus que apenas estava começando a ser construído. Hoje, encontramos a belíssima imagem de Nossa Senhora Mãe de Deus colocada ao lado do altar do santuário, à direita de quem entra pela porta principal.
Inspirada na vencedora da bienal de Veneza, Segundo o Padre Romolo (orionita), a imagem tem como original uma pintura do pintor Ferruzi, com alguns detalhes muito interessantes e significativos. Vejamos: Ferruzi, artista pintor, se deparou, em certa ocasião, com uma cigana que carregava um filho no colo rezando com toda ternura e confiança de mãe a uma imagem de Nossa Senhora num capitel (capelinha à beira da estrada). Ferruzi pintou o quadro. Na apresentação da pintura, a cigana com a criança no colo ficou bem mais bela que a própria imagem venerada de Nossa Senhora, sucedendo, por esta razão, que a pintura da cigana com o filho no colo passou a ser tomada como a figura de Nossa Senhora.
A imagem foi esculpida do original, a pintura da cigana. Por isso, passou a ser conhecida como a “zingarella di Ferruzzi” (a cigana de Ferruzzi). A imagem do santuário, no seu tamanho é única.

## Os sinos do Santuário

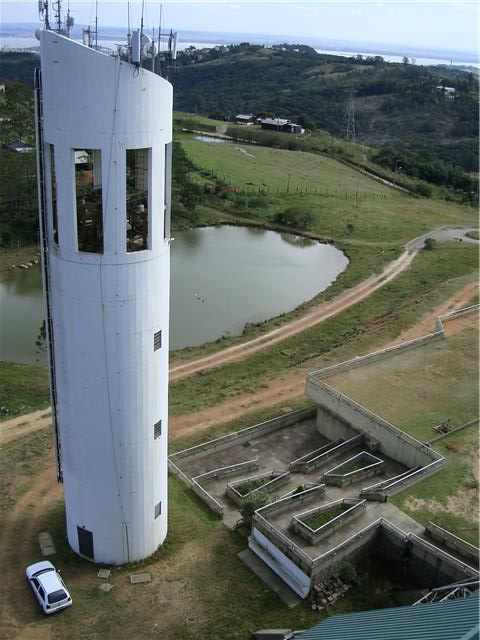

"É antigo o costume de convocar com algum sinal ou som, para uma reunião litúrgica, o povo cristão, e de avisá-lo sobre os principais acontecimentos da comunidade local. Assim, a voz dos sinos exprime, de certo modo, os sentimentos do povo de Deus, quando este se alegra ou chora, dá graças ou faz súplicas, reúne-se num local e manifesta o mistério de sua união em Cristo.” (Ritual de Bênçãos). O Santuário Mãe de Deus, desde 23 de novembro de 2003 conta com os seguintes sinos provenientes do Seminário de Viamão:
| peso   | inscrição em Latim                | tradução                        | tonalidade       | patrono                    |
| ------ | --------------------------------- | ------------------------------- | ---------------- | -------------------------- |
| 630 kg | “Signum magnum apparuit in caelo” | Um grande sinal apareceu no céu | F#(Fá Sustenido) | Nossa Senhora da Conceição |
| 340 kg | “Venite ad me omnes”              | Vinde a mim todos               | A(Lá)            | Sagrado Coração de Jesus   |
| 240 kg | “Euntes docete omnes gentes”      | Ide, ensinai a todos os povos   | B(Si)            | Missão                     |
| 190 kg | “Ite ad Ioseph”                   | Ide a S. José                   | C#(Dó sustenido) | São José                   |

O acorde resultante é F#m4 (Fá sustenido menor com quarta) que, segundo a musicologia, transmite a ideia de austeridade e, com B a ideia de transitoriedade. Acionados automaticamente, os sinos marcam todos os ofícios religiosos do Santuário
tocando meia hora antes e no início das funções. Marcam ainda o “Angelus” ao meio dia e às 6h da tarde.

## Horário das Celebrações
- Sábado: 16h televisionada pela TV Urbana
- Domingo: 9h, 11h, 16h.

## Batizados e Casamentos
Os batizados acontecem no primeiro domingo de cada mês (missa das 9h). Na véspera (sábado) é realizada a preparação às 14h30min.

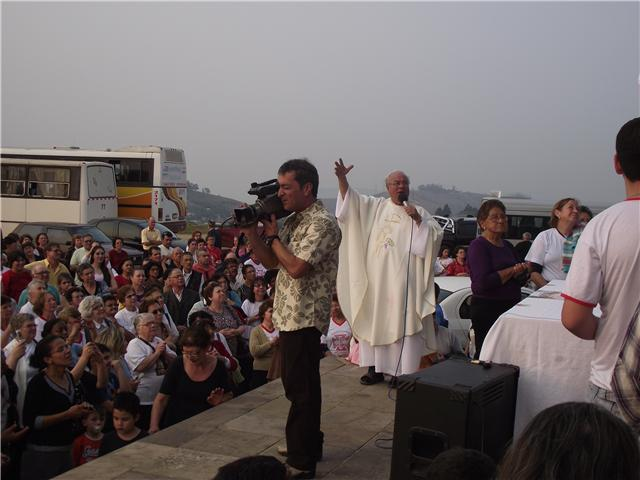
Pe. Lírio abençoa o povo durante a missa
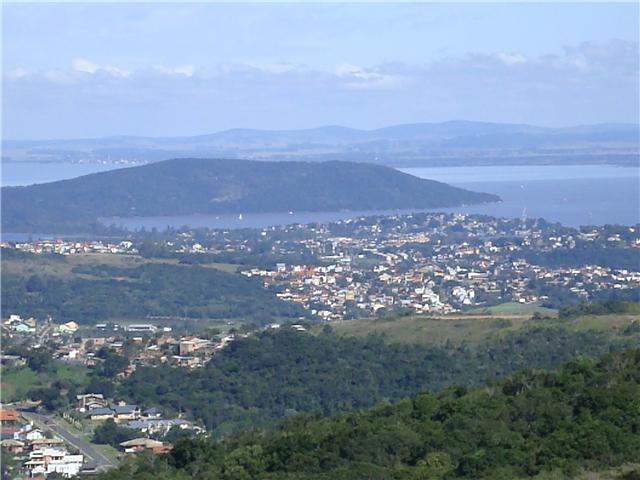
Ponta Grossa avistada do Santuário Mãe de Deus

Neste ano de 2018, estão trabalhando no Santuário os Padres Cláudio Mallmann (Reitor) e Danilo Bulegon (Administrador e Ecônomo Provincial).